# Internationale Cricket-Saison 1921
Die internationale Cricket-Saison 1921 fand zwischen Mai 1921 und September 1921 statt. Als Sommersaison wurden vorwiegend Heimspiele der Mannschaften aus Europa ausgetragen.

## Internationale Touren
| Beginn       | Heimteam | Auswärtsteam | Resultate | Artikel |
| Beginn       | Heimteam | Auswärtsteam | Test      | Artikel |
| ------------ | -------- | ------------ | --------- | ------- |
| 28. Mai 1921 | England  | Australien   | 0–3 [5]   | Artikel |

## Nationale Meisterschaften
Aufgeführt sind die nationalen Meisterschaften der Full Member des ICC.
| Land    | First-Class              |
| ------- | ------------------------ |
| England | County Championship 1921 |